# Великобагачанский район
Великобагачанский район (укр. Великобагачанський район) — упразднённая административная единица в центре Полтавской области Украины. Административный центр — посёлок городского типа Великая Багачка.

## Географическое положение
Великобагачанский район был расположен в центре Полтавской области Украины.
С ним соседствовали
Миргородский,
Хорольский,
Семеновский,
Глобинский,
Решетиловский,
Шишацкий районы Полтавской области.
Площадь района — 1000 км².
Административным центром района являлся посёлок городского типа Великая Багачка.
Через территорию данного ныне упраздённого района протекают реки
Псёл,
Вовнянка,
Гнилица,
Балаклейка.

## Население
Население района составляло 30 064 человека (2001),
в том числе городское — 8 372 человека,
сельское — 21 692 человека.
В 2019 году население района составило 23 885 человек.

## История
Район был образован как Устивицкий (с центром в с. Устивица) 7 марта 1923 года, переименован в Велико-Багачанский 13 марта 1925 года в связи с переносом центра в с. Великая Багачка. В декабре 1966 года обрёл новые границы, в которых просуществовал до 2020 года. 17 июля 2020 года в результате административно-территориальной реформы район вошёл в состав Миргородского района.

## Административное устройство
Район включал в себя:
| - Поселковых советов: 2 - Сельских советов: 16 | - Посёлков городского типа: 2 - Сёл: 72 |

### Местные советы[6]
| - Великобагачанский поселковый совет - Гоголевский поселковый совет - Акимовский сельский совет - Балаклеевский сельский совет - Багачанский-Первый сельский совет - Борковский сельский совет - Белоцерковский сельский совет - Корниенковский сельский совет - Кротовщинский сельский совет | - Михайловский сельский совет - Матяшовский сельский совет - Остапьевский сельский совет - Подольский сельский совет - Радивоновский сельский совет - Ракитянский сельский совет - Степановский сельский совет - Устивицкий сельский совет - Широкодолинский сельский совет |

### Населённые пункты[7]
| с. Акимово с. Андрущино с. Байрак с. Балаклея с. Баланды с. Балюки с. Белоцерковка с. Бехтерщина с. Богачка-Первая с. Борки с. Буряковщина с. Бутова Долина пгт Великая Багачка с. Вишняковка с. Владимировка с. Вышари с. Гарнокут с. Герусовка с. Говоры | пгт Гоголево с. Грянчиха с. Дакалевка с. Дзюбовщина с. Довгалевка с. Запселье с. Затон с. Ивановка с. Колосовка с. Коноплянка с. Корниенки с. Кравченки с. Красногоровка с. Кротовщина с. Кульбашное с. Луговое с. Лукаши с. Малая Решетиловка с. Марьяновка | с. Марьянское с. Матяшовка с. Михайловка с. Морозовщина с. Мостовивщина с. Новое Остапово с. Огировка с. Олефиры с. Остапье с. Перекоповка с. Пилипенки с. Писаревщина с. Подгорье с. Подлуки с. Подол с. Попово с. Псельское с. Пушкарёво с. Радивоновка | с. Ракита с. Семеновка с. Сидоровщина с. Скибовщина с. Стенки с. Степановка с. Стефановщина с. Суржки с. Трудолюбивое с. Устивица с. Ухановка с. Цикалы с. Шепели с. Шипоши с. Широкая Долина с. Широкое с. Шпирны |

#### Ликвидированные населённые пункты[8]
| с. Багачка с. Бондуси с. Зайцев | с. Киричаи с. Лейков с. Малинщина | с. Павелковщина с. Саи с. Солонцы |

## Культура
- Район-побратим Великобагачанского района — Большесолдатский район Курской области России[9].